# Strażnica WOP Tłumaczów
Strażnica Wojsk Ochrony Pogranicza Tłumaczów – nieistniejący obecnie podstawowy pododdział graniczny Wojsk Ochrony Pogranicza pełniący służbę graniczną na granicy polsko-czechosłowackiej.

## Formowanie i zmiany organizacyjne
W związku z wymogami sytuacji granicznej pod koniec lat 40. XX w. utworzono 244a strażnicę WOP Tłumaczów. W 1951 strażnica weszła w skład 53 batalionu WOP.
Od 15 marca 1954 wprowadzono nową numerację strażnic, a strażnica WOP Tłumaczów otrzymała nr 255.
W 1956 była II kategorii i nosiła numer 19. 
W 1960, po kolejnej zmianie numeracji, strażnica posiadała numer 8 i zakwalifikowana była do kategorii III w 5 Sudeckiej Brygadzie WOP . W 1964 strażnica WOP nr 8 Tłumaczów uzyskała status strażnicy lądowej i zaliczona została do IV kategorii.
22 sierpnia 1989  strażnica WOP Tłumczów została rozformowana.